# Väster-Bergsjötjärnen
Väster-Bergsjötjärnen är en sjö i Strömsunds kommun i Ångermanland och ingår i Ångermanälvens huvudavrinningsområde.